# Camellia megacarpa
Camellia megacarpa är en tvåhjärtbladig växtart som beskrevs av Cohen-stuart. Camellia megacarpa ingår i släktet Camellia och familjen Theaceae. Inga underarter finns listade i Catalogue of Life.